# Crassula drummondii
Crassula drummondii är en fetbladsväxtart som först beskrevs av Torrey och Gray, och fick sitt nu gällande namn av Friedrich Karl Georg Fedde. Crassula drummondii ingår i släktet krassulor, och familjen fetbladsväxter. Inga underarter finns listade i Catalogue of Life.